# 르네 랄루
르네 랄루(프랑스어: René Laloux, 1929년 7월 13일 ~ 2004년 3월 13일)는 프랑스의 애니메이션·영화 감독이다.
1929년 파리에서 태어나 그림을 공부하기 위해 예술 학교에 입학하였다. 광고 일을 하다가 정신과 연구소에 직장을 얻어 인턴들과 함께 애니메이션을 실험하게 되었다. 1960년대에 이 곳에서 폴 그리모(Paul Grimault) 스튜디오와 함께〈원숭이의 이빨 (Les Dents du Singe)〉을 제작하였다.
또한, 롤랑 또뽀르(Roland Topor)와 함께 〈죽은 시간 (Les Temps Morts)〉(1964년), 〈달팽이 (Les Escargots)〉(1965년), 〈판타스틱 플래닛 (La Planète Sauvage)〉(1973년) 등을 작업하였다.
뫼비우스(Mœbius)와의 작업에서 〈시간의 지배자 (Les Maîtres du temps)〉(1981년)를 제작하였다. 1988년에는 영화 〈강다하 (Gandahar)〉를 제작하였다.
2004년 3월 13일, 프랑스 푸아투샤랑트에서 사망하였다.

## 작품
- 판타스틱 플래닛(La Planète Sauvage, 1973년)
- 타임 마스터(Les Maîtres du temps, 1981년)
- 강다하(Gandahar, 1987년)